# 嵊县文庙

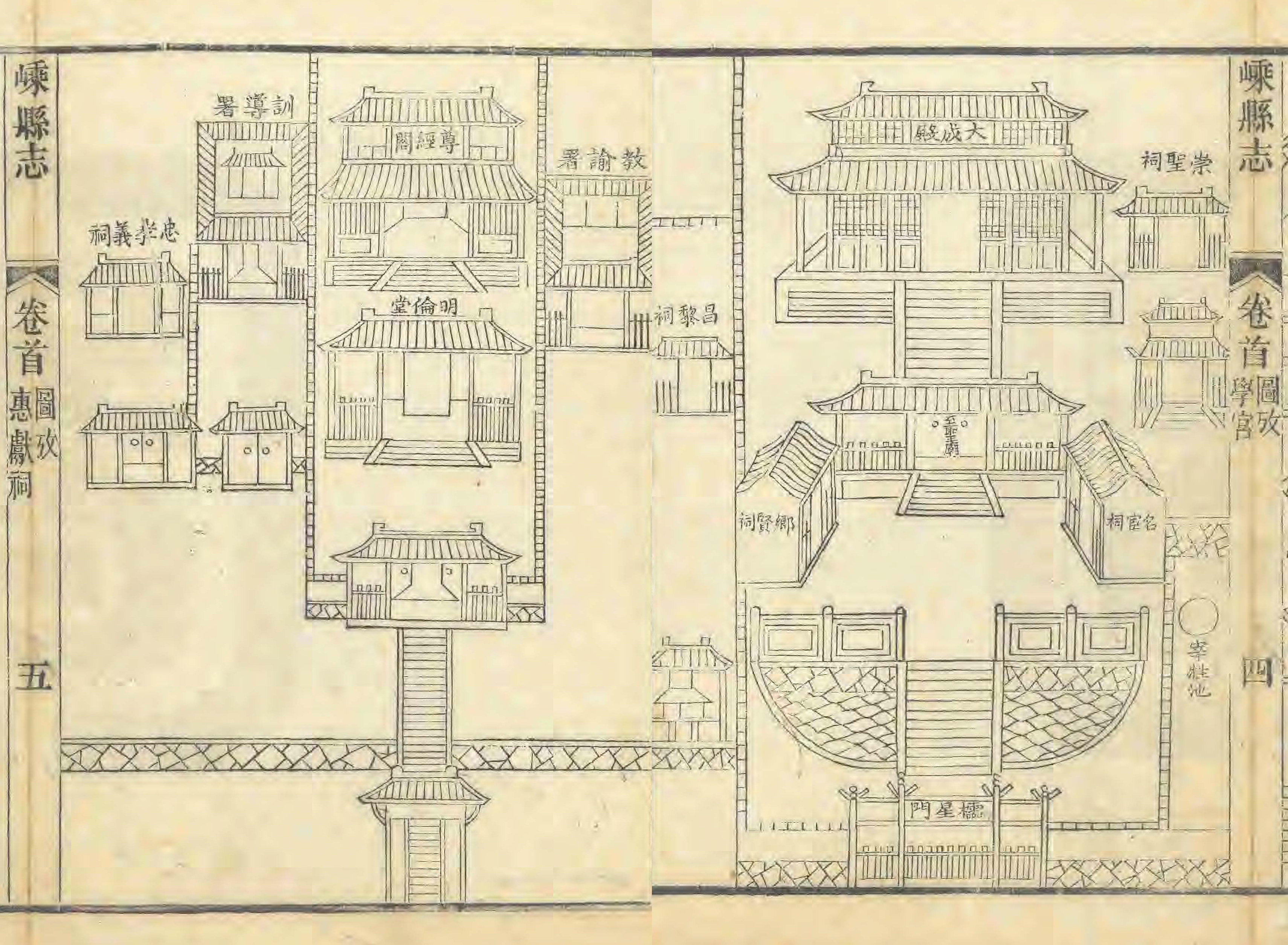
清道光八年（1828）《嵊县志》学宫图。

嵊县文庙为旧时中国浙江绍兴府嵊县县学文庙，原位于县城西南侧，即今中国浙江省绍兴市嵊州市剡湖街道孝子坊西端，原建筑已不存，其址今为剡山小学北部一带（剡山小学前身即原在文庙南侧的剡山书院）。 
嵊县文庙始建年代不详，最初位于县治东南一百步，北宋庆历八年（1048）迁至县治西南五十步，南宋嘉定七年（1214）又迁至县治西南二百步，鹿胎山南麓、化龙门内之继锦坊，即今址。清末渐废，民国初年为嵊县中学校舍，20世纪60年代初被全部拆除。
据清道光八年（1828）《嵊县志》记载及附图，此时文庙布局为左庙右学，东路孔庙依次为棂星门、泮池泮桥、戟门（门外东有名宦祠，西有乡贤祠）、大成殿（前有东西庑），大成殿东有崇圣祠。西路儒学依次为儒学门、道义门、明伦堂和尊经阁，明伦堂东西分别为教谕署和训导署，教谕署东有昌黎祠，训导署西有忠孝义祠。